# Magdalena Durán García
Magdalena Durán García, née le 13 juin 1998, est une cycliste espagnole qui pratique le cross-country VTT et le cyclo-cross,.

## Palmarès en VTT

### Coupe du monde
Coupe du monde de cross-country eliminator
- 2019 : 6e du classement général, un podium

### Championnats d'Europe
- Brno 2019
  -  Médaillée de bronze du cross-country eliminator

### Championnats d'Espagne
- 2016
  -  Championne d'Espagne de cross-country eliminator
- 2017
  - 2e du cross-country espoirs
- 2018
  - 2e du cross-country espoirs
- 2019
  -  Championne d'Espagne de cross-country eliminator

## Palmarès en cyclo-cross
- 2017-2018
  - 3e du championnat d'Espagne de cyclo-cross espoirs